# Șupîkî, Bohuslav
Șupîkî (în ucraineană Шупики) este localitatea de reședință a comunei Șupîkî din raionul Bohuslav, regiunea Kiev, Ucraina.

## Demografie
Componența lingvistică a localității Șupîkî
     Ucraineană (97,93%)
     Rusă (2,07%)
Conform recensământului din 2001, majoritatea populației localității Șupîkî era vorbitoare de ucraineană (97,93%), existând în minoritate și vorbitori de rusă (2,07%).